# Lista orașelor din Țările de Jos după provincie
Această pagină este o listă a orașelor din Țările de Jos după cele 12 provincii ale țării.

## Municipalități din Brabantul de Nord
- Bergen op Zoom
- Breda
- 's-Hertogenbosch
- Eindhoven
- Geertruidenberg
- Grave
- Helmond
- Heusden
- Klundert
- Oosterhout
- Oss
- Ravenstein
- Roosendaal
- Sint-Oedenrode
- Tilburg
- Valkenswaard
- Veldhoven
- Waalwijk
- Willemstad
- Woudrichem

## Municipalități din Drenthe
- Assen
- Coevorden
- Emmen
- Hoogeveen
- Meppel

## Municipalități din Flevoland
- Almere
- Lelystad
- Emmeloord
- Biddinghuizen

## Municipalități din Friesland
- Bolsward
- Dokkum
- Drachten
- Franeker
- Harlingen
- Heerenveen
- Hindeloopen
- IJlst
- Leeuwarden
- Sloten
- Sneek
- Stavoren
- Workum

## Municipalități din Gelderland
- Apeldoorn
- Arnhem
- Bredevoort
- Buren
- Culemborg
- Deil
- Dieren
- Doetinchem
- Ede
- Enspijk
- Gendt
- Groenlo
- Harderwijk
- Hattem
- Heukelum
- Huissen
- Nijkerk
- Nijmegen
- Tiel
- Wageningen
- Wijchen
- Winterswijk
- Zaltbommel
- Zevenaar
- Zutphen

## Municipalități din Groningen (provincie)
- Appingedam
- Delfzijl
- Groningen
- Hoogezand-Sappemeer
- Stadskanaal
- Winschoten
- Veendam

## Municipalități din Limburg
- Geleen
- Gennep
- Heerlen
- Kerkrade
- Kessel
- Landgraaf
- Maastricht
- Montfort
- Nieuwstadt
- Roermond
- Sittard
- Schin op Geul
- Stein
- Thorn
- Valkenburg
- Venlo
- Weert

## Municipalități din Olanda de Nord
- Alkmaar
- Amstelveen
- Amsterdam
- Den Helder
- Edam, Volendam
- Enkhuizen
- Haarlem
- Heerhugowaard
- Hilversum
- Hoofddorp
- Hoorn
- Laren
- Purmerend
- Medemblik
- Monnickendam
- Muiden
- Naarden
- Schagen
- Velsen
- Weesp
- Zaanstad

## Municipalități din Olanda de Sud
- Alphen aan den Rijn
- Delft
- Dordrecht
- Gorinchem
- Gouda
- Haga (în neerlandeză, Gravenhage ori Den Haag)
- Leiden
- Rotterdam
- Spijkenisse

## Municipalități din Overijssel
- Almelo
- Blokzijl
- Deventer
- Enschede
- Genemuiden
- Hasselt
- Hengelo
- Kampen
- Oldenzaal
- Steenwijk
- Vollenhove
- Zwolle

## Municipalități din Utrecht (provincie)
- Amersfoort
- Nieuwegein
- Utrecht
- Veenendaal

## Municipalități din Zeeland
- Arnemuiden
- Goes
- Hulst
- Middelburg
- Sluis
- Terneuzen
- Veere
- Vlissingen
- Zierikzee

## Articole sau liste
- Lista localităților din Țările de Jos după provincie
- Lista municipalităților din Țările de Jos după provincie
- Lista provinciilor din Țările de Jos
- Listă de orașe, târguri și sate din Țările de Jos după provincie